# School voor Filosofie
De School voor Filosofie (kortweg SvF) is een in Amsterdam gevestigde stichting voor niet-academische cursussen in Praktische filosofie en Vedische astrologie. De leer is gebaseerd op oosterse en westerse tradities zoals Advaita Vedanta, de Bijbel, dialogen van Sokrates, Zen, Taoïsme en Soefisme. Advaita Vedanta is in deze lijst de bron-inspiratie; alle andere genoemde tradities worden als aanvullend daarop, en als uitdrukking van de Vedanta-concepten, beschouwd.

## Geschiedenis

### Oprichting
De School voor Filosofie is opgericht in 1961 door D. van Oyen-van Zijll de Jong. De oorsprong van de school ligt bij de School of Philosophy and Economic Science in Londen opgericht door Leon McLaren. In de jaren 70 en 80 groeit het aantal cursisten van de school tot met enkele duizenden en met locaties door heel Nederland. In diezelfde periode (1983) wordt door leden van de School voor Filosofie een eigen basisschool opgericht, de Platoschool te Amsterdam. Van 1981 tot begin jaren negentig huurde men het voormalige jongensinternaat op De Breul (landgoed) voor alle weekend- en weekretraites.

### Afsplitsingen en koerswijziging
De eerste afsplitsing, en nog relatief ‘overzichtelijk’, gebeurde in 1989 – 1990. De Stichting Filosofie en Meditatie werd opgericht door een aantal ex-tutoren van de SvF, uit onvrede met wat naar hun oordeel doctrinaire en sektarische trekjes waren. Het curriculum en werkterrein zijn inmiddels behoorlijk verbreed, met inbreng van een aantal andere disciplines zoals gezondheidsleer. Wat bleef is de al vanaf het begin gehandhaafde Transcendente Meditatie erfenis van de School. Initiaties in deze meditatie worden door leraren van The School of Meditation (SoM) verzorgd, een zusterorganisatie van de School of Economic Science. De Stichting heeft zich op dit vlak verbreed en geeft nu ook les in andere meditatievormen.
De tweede afsplitsing, meer de schaal van een diepgaand schisma hebbend, gebeurde in 2003. Het bestuur van de School besloot, mede doordat de voortgaande inkrimping het financiële voortbestaan bedreigde, panden te verkopen en het grootste gebouw (tweelingpand Van Eeghenlaan 21 en PC 183) voor het Eeghenlaan-deel te verhuren aan De Roos. Dit werd door een aanzienlijke groep tutoren en andere vrijwilligers ongewenst geacht, en deze groep kreeg de steun van de SES, de moederorganisatie.
Na rechtszaken over en weer verliet de ‘doctrinaire’ groep de School en acteert nu als de School voor Praktische Filosofie en Spiritualiteit. Men geeft les in een eigen pand in Badhoevedorp en gehuurde ruimtes in andere steden, en houdt retraites in de Oxerhof. De SvF zette de verhuur aan De Roos (waarmee overigens geen inhoudelijke samenwerking bestaat) door en trok zich terug in twee panden: PC Hooftstraat 183 en Viottastraat 34. Het curriculum van de SvF is gebaseerd op de gemeenschappelijke bronnen, maar men heeft zich nadrukkelijk gedistantieerd van grote stukken verleden.

## Kritiek
Soms wordt de SvF gecategoriseerd als sekte of als nieuwe religieuze beweging. Zie vooral de sectie “Afsplitsingen en koerswijziging”; de reactie van de SvF zelf hierop, gezien hun gewijzigde en niet meer orthodoxe koers begrijpelijk, is o.a. “Een school is echter geen sekte. Een religieuze beweging kan het ook niet zijn, omdat deze School zich niet bezig houdt met geloof in een externe Godheid, maar met praktisch zelfonderzoek vanuit het aloude motto "Ken Uzelve" (Apollotempel Delphi).”